# Station Łowkowice
Station Łowkowice is een spoorwegstation in de Poolse plaats Łowkowice.